# Airbus Atlantic
Airbus Atlantic est une entreprise du secteur aéronautique. Elle propose des solutions globales pour les constructeurs aéronautiques et les compagnies aériennes. Cette société a été créée le 1er janvier 2022 à partir de la fusion entre Stelia Aerospace (ex Aerolia et ex Sogerma) et les usines de Bouguenais et de Montoir-de-Bretagne d'Airbus et prend le nom Airbus Atlantic le 1er janvier 2022.
Airbus Atlantic assure la conception et la fabrication d’aérostructures, de sièges pilotes et de fauteuils passagers des Premières classe et classe Affaires. Elle se positionne comme étant l’un des principaux leaders sur ses pôles d’activité.   
Airbus Atlantic est une filiale à 100 % d'Airbus Group qui a pour clients les constructeurs aéronautiques dont Airbus, Boeing, Bombardier, Embraer, Dassault, ainsi qu'une cinquantaine de compagnies aériennes dans le monde entier dont Air France, Singapore Airlines, Turkish Airlines, Etihad Airways, Thai Airways International.
Elle compte plus de 13 000 employés, regroupés sur trois continents. Sa direction et ses fonctions centrales sont basées à Toulouse.

## Histoire

### Sogerma
L'histoire de la SOGERMA remonte à l'implantation en 1924 à Bordeaux (dans le quartier de Bacalan) de la société Dyle et Bacalan. Le département aéronautique est absorbé en 1929 par la société Nieuport Delage, et en devient une filiale sous le nom de Société aérienne bordelaise (SAB).
La SAB devient autonome en 1934. En 1935, le groupe Bloch-Potez incorpore la SAB. Avec la nationalisation du secteur aéronautique en 1936 et 1937 les entreprises sont regroupées et devient la SNCASO qui emploie 3 000 personnes et comprend 3 usines bordelaises (Bègles qui fabrique les pièces détachées, Bacalan qui effectue le montage des gros ensembles et Mérignac qui assemble les avions).
L’usine de Bacalan est entièrement rasée en 1942 par les bombardements alliés. Le 5 janvier 1944, c’est l’usine de Mérignac qui est presque complètement détruite. À la Libération, l’activité reprend à Mérignac ainsi que la reconstruction de l’usine. En 1949, la SNCASO filialise ses activités de révision, entretien et reconversion de tous types d’avions et l’usine de Mérignac devient le siège de la Société Française d'Entretien et de Réparation de Matériel Aéronautique (SFERMA). Peu à peu, l’activité de l’usine de Bègles se déplace à Mérignac.
Dès 1950, l’usine de Mérignac est équipée pour accueillir de gros avions de transport.
En 1957, la SNCASO et la SNCASE se regroupent pour former Sud-Aviation. En 1958, avec la guerre d’Algérie, le marché militaire offre à la SFERMA de nouveaux débouchés. Elle équipe désormais les avions et transforme les équipements radio. La SFERMA est absorbée en 1965 par sa maison-mère, Sud-Aviation et en devient son Groupe d’Entretien et de Réparation (GER). C’est aussi en 1965, qu’une première caravelle vient en révision.
En 1970, création de la Société Nationale des Industries Aéronautiques et Spatiales (SNIAS, rebaptisée Aérospatiale en 1985) avec la fusion de Sud-Aviation, Nord-Aviation et de la société d’Études et de Réalisations d’Engins Balistiques (SEREB). Le 1er octobre, l’usine de Mérignac retrouve son autonomie financière et devient la Société Girondine d’Entretien et de Réparation de Matériel aéronautique (SOGERMA), spécialisée dans la maintenance aéronautique. Les activités sur les aérostructures et sièges sont héritées de l'acquisition de la Société Charentaise d’Equipements Aéronautiques (SOCEA, historiquement liée à Lioré et Olivier) de Rochefort en 1988. En 2000 elle devient une filiale d'EADS.
En 2006, une restructuration conduit au retrait de ses activités MRO (Maintenance Repair and Overhaul) qui rejoignent Sabena Technics, groupe TAT. Après cette étape, l’entreprise s’est consacrée au développement de ses activités aérostructures, sièges et fauteuils.
Après 2006, Sogerma a profité d’une conjoncture favorable du marché des aérostructures, avec une forte augmentation des cadences des programmes Airbus et ATR, et de nouveaux marchés remportés, telles la case de train centrale de l’A350 ou encore, la section 14A de l’A321. En 2010, l'entreprise rachète une partie des locaux rochefortais de Zodiac Aerospace, fermés en 2008. En 2013, Sogerma a poursuivi le développement de son activité de fauteuils passagers Premium, avec l’implantation  de nouvelles surfaces de production et de bureaux à Rochefort.

### Aerolia

Logo d’Aerolia.

Aerolia est une filiale d'Airbus Groupe créée en janvier 2009 de l’externalisation de certaines activités d’aérostructures d’Airbus France. Les sites de Méaulte et de Saint-Nazaire, auxquels s’est ajoutée une partie du bureau d’études de Toulouse, ont été regroupés pour créer cette entreprise française spécialisée sur les aérostructures (parties d'un avion composant sa structure : fuselage, ailes, nacelles de réacteur). Cette externalisation découlait d’une stratégie d’Airbus, visant à se recentrer sur son cœur de métier et s’ajoutait aux autres opérations lancées en Europe (vente des activités du site de Filton à GKN en Angleterre et la création en Allemagne de Premium Aerotec). L'acte fondateur a été signé le 5 janvier 2009 à Paris par Louis Gallois (alors PDG d'EADS) et Christian Cornille. Dès sa création, la société a obtenu les certifications de qualité EN 9100 et ISO 14001.
Le 7 avril 2009, Aerolia officialise sa première livraison de sous-ensemble à Airbus (destiné au nouvel A330-200 Freighter). Fin avril 2009, elle remporte un appel d'offres auprès d'Airbus pour la conception et l'installation des tuyauteries et conduits des systèmes hydrauliques et commerciaux qui équiperont l’ensemble du fuselage de l’A350 XWB d’Airbus.
Au niveau industriel, à la fin du mois de janvier 2009, la société et les autorités tunisiennes signent un accord portant sur les conditions d'implantation d'Aerolia en Tunisie, dont les travaux débutent en avril. La création de la filiale Aerolia ainsi que du site tunisien occasionne des conflits sociaux au sein d'Airbus en France, les syndicats dénonçant une délocalisation,,,. Le 27 avril 2009, Aerolia entame la construction d'une nouvelle unité de production sur le site de Méaulte (Picardie). Il s'agit d'une unité composite pour l'A350 XWB.
Fin septembre 2011, Aerolia livre à Airbus sa première pointe avant pour l'A350 XWB.
En 2012, Aerolia a livré 612 ensembles complets d'avions pour Airbus contre 550 en 2011 et 509 en 2009, soit une augmentation de plus de 10% sur 4 ans. L'entreprise a produit, au cours de la même année, plus de 6 millions de pièces élémentaires.

### Stelia Aerospace
Le 1er janvier 2015 les deux entreprises Aerolia et Sogerma fusionnent pour former Stelia Aerospace. Le siège social se situe à Rochefort sur le site de l'arsenal.

### Airbus Atlantic
En 2022, les aérostructures sont réintégrées dans le groupe Airbus. Une nouvelle société « Airbus Atlantic » est créée, sur les bases de Stelia Aerospace, et avec les sites de Bouguenais et de Montoir-de-Bretagne (Loire-Atlantique) d’Airbus Commercial Aircraft,.
Ce nouvel ensemble pèse 3,8 milliards d'euros de chiffres d'affaires pour un effectif de 13 000 salariés dont plus de 10 000 en France.
« Stelia Aerospace » reste la marque commerciale dédiée à l’activité d'aménagement cabine.

## Productions et activités
Airbus Atlantic est présent sur trois segments de marché :
- Aérostructures ;
- Fauteuils passagers des classes Premium (Première, Affaires) ;
- Sièges pilotes.

### Aérostructures

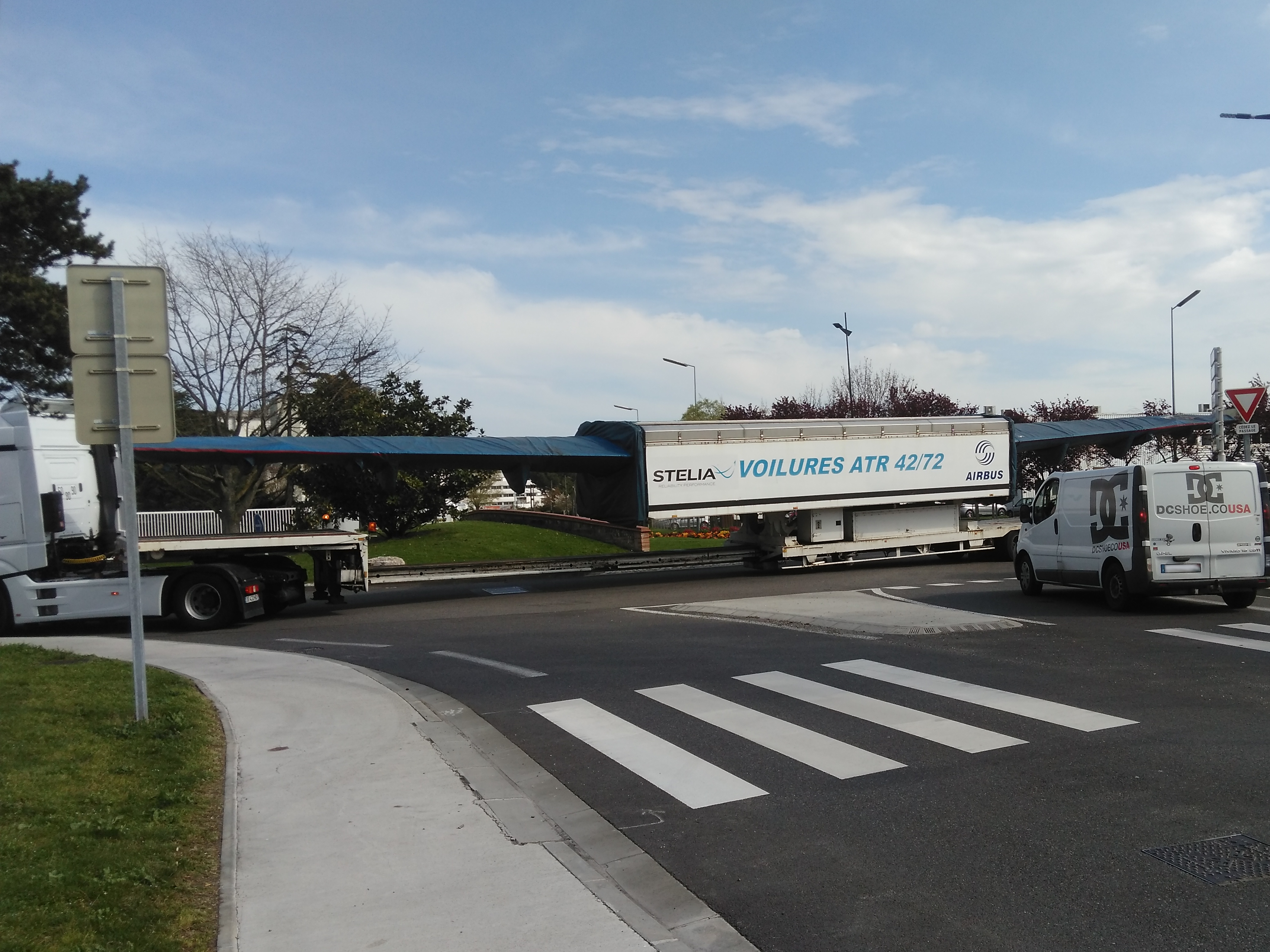
Voilure d'ATR livrée à Toulouse pour l'assemblage.

Airbus Atlantic conçoit et produit des sections de fuselages équipées (pointes avant, tronçons centraux, voilures, sous-ensembles spécifiques tels que la Case de train centrale, la rampe arrière de l’A400M, la poutre de queue d’hélicoptères). Sur tous les programmes Airbus, les pointes avants (tronçons 11 et 12) sont réalisées par Airbus Atlantic, de même que les tronçons 13-14 (section située à l'arrière du cockpit) sur l'ensemble des avions monocouloirs Airbus (A318 à A320) et les barques des tronçons 15-21 des longs-courriers Airbus A330. STELIA Aerospace conçoit et produit les structures du Global 7500.
En complément de ses activités d’assemblage, Airbus Atlantic dessine et fabrique des pièces d’aérostructures complexes composites et métalliques, comprenant une activité de production de tuyauteries.
Airbus Atlantic est dotée des capacités à livrer des sections complètes équipées, avec l’intégration des systèmes hydrauliques et électriques (« Plug & Fly »).
- Voilures ATR, équipées et testées, jusqu’aux tests bancs d’essais finaux ;
- Fuselage central du Global 7500 le nouvel avion d’affaires haut de gamme de Bombardier ;
- Pointe avant et porte cargo du nouveau Beluga XL entièrement équipée de ses systèmes (électriques, hydrauliques, conditionnement d’air, oxygène, eaux usées, etc.).

### Fauteuils passagers des classes Premium
Stelia Aerospace développe et produit une gamme de fauteuils pour les classes Affaires et Première. Son offre porte notamment sur l’équipement des cabines, et en particulier le choix des fauteuils des classes Premium. Les compagnies aériennes sont en effet à la recherche permanente du meilleur confort pour leurs fauteuils Première Classe et Classe Affaires.

### Sièges Pilotes
Airbus Atlantic conçoit et fabrique les sièges pilote de toute la gamme d’Airbus, ainsi que celle de certains programmes d’Airbus Helicopters et de plusieurs avions d’affaires.

### Autres activités
En complément de ses 3 pôles d’activité principaux, Airbus Atlantic, est également présent sur des activités de niches. Avec ses filiales, l’entreprise propose en effet : 
- Des équipements intérieur cabine, tels que des panneaux d’habillage du cockpit d’A320, des modules de toilettes ATR…
- Des pièces et des équipements pour le spatial, comme, des antennes de réflecteurs, des réservoirs de carburant de lanceurs…

## Principaux clients

### Les principaux clients Aérostructures
Airbus (Commercial, Helicopters, Defence and Space), ATR, Bombardier, Dassault Aviation, Embraer, Guimbal.

### Les principaux clients Fauteuils Passagers
Parmi la cinquantaine de clients de la marque STELIA Aerospace, les principaux sont des compagnies aériennes d’Europe, d’Asie-Pacifique et du Moyen-Orient et ses fauteuils équipent principalement des B777, B787, A320, A330, A350 et A380.

## Implantations dans le monde
Airbus Atlantic dispose de 14 implantations dans le monde dont 12 sites industriels et 7 filiales à l'international.
Le site de Rochefort comprend plus de 1 100 personnes, regroupe le siège social et les 3 activités aéronautiques d'Airbus Atlantic, à savoir la fabrication d'aérostructures, de sièges pilotes et de fauteuils passagers. L'activité aérostructure comprend 80% des effectifs et concerne les programmes Airbus A319, A320 et A321, et le Global 7500 de Bombardier. L'activité fauteuils passagers est consacrée à la fabrication de fauteuils classe affaires et première classe de luxe et sur-mesure pour une cinquantaine de compagnies aériennes.
Le site de Toulouse regroupe quelques directions opérationnelles : les finances, les ressources humaines, les achats, la qualité, les programmes, les ventes et la communication. En outre, le site comprend la principale partie du bureau d'études (avec environ 260 ingénieurs). Plus de 800 personnes travaillent à Toulouse.
Le site de Montoir-de-Bretagne, qualifié d’intégrateur ou de pré-chaîne d’assemblage final, assemble, équipe et teste les fuselages avant et centraux de tous les avions Airbus hormis l’A220. Véritable Hub Logistique d’Airbus Atlantic, le site livre ses ensembles de composants directement aux chaînes d’assemblage final Airbus de Toulouse, Hambourg, Mobile ou encore Tianjin, par Beluga ou bateau.
Le site de Saint-Nazaire s'étend sur 10 hectares et emploie environ 940 personnes. Ce site est le centre d'excellence des pièces élémentaires et accueille de nombreuses spécialités : les activités de panneaux (l'étirage et l'usinage mécanique des grands panneaux de fuselage en 3D), l’usinage de pièces métalliques complexes, comme les encadrements du pare-brise cockpit, l’usinage de profilés et des rails de sièges, mais aussi la conception et la fabrication de tuyauteries et conduits. Saint-Nazaire est chargé de la fabrication de pièces de petites et grandes dimensions suivant le principe d’intégration verticale : du formage, à l’usinage, jusqu’à la protection et la livraison aux Clients. Environ 3,5 millions de pièces sont produites par an.
Le site de Nantes fabrique les caissons centraux de voilure, les entrées d’air de réacteur et les radômes de tous les Airbus à l’exception des A220. Il produit également les poutres ventrales de l’A350 et celles de l’A330 ainsi que les dérives de l’avion militaire A400M. L’établissement de Nantes est également spécialiste de l'utilisation des matériaux composites et l’usinage des pièces élémentaires en alliage aluminium de grandes dimensions et de formes complexes.
Le site de Méaulte comprend environ 1 600 personnes en CDI sur 47 hectares ; il est spécialisé dans la production des pointes avant de l'ensemble des avions de la gamme Airbus (A318 jusqu'à A400M). Il inclut un lycée professionnel (le lycée Henry Potez) qui forme sur le site des jeunes aux métiers de l'aéronautique (CAP/BEP ajusteur monteur cellule d'aéronefs et chaudronnier aéronautique, Bac professionnel technicien aérostructures).
Airbus Atlantic Tunisie est située dans la ville de M'Ghira (au sud de Tunis) et s'étend sur environ 15 000 m2. Elle est spécialisée dans l'assemblage de sous-ensembles. Stelia Aerospace Tunisie fédère, au sein d'un parc de 20 hectares, 6 partenaires : tels que : Figeac Aero (usinage), Corse composite Aéronautique (composite), Mecahers (tôlerie), Mecanyvois (outillage), Mecaprotec (traitement de surfaces), Blondel (logistique).
Les autres sites sont :
- Sites en France
  - Mérignac (voilures ATR42 / 72) ;
  - Salaunes (pièces élémentaires composites) - Filiale ;
- Les sites en Europe
  - Santo Tirso, Portugal, (assemblage de sous-ensembles de l'A350 et de la famille A320 d'Airbus) - Filiale.
- Afrique du Nord
  - Casablanca, Maroc[22] (Pièces élémentaires composites et assemblage) - Filiale ;
- Amérique du Nord
  - Lunenburg, Nouvelle-Écosse, Canada (pièces élémentaires composites) - Filiale ;
  - Mirabel, Québec, Canada (assemblage de sections de fuselage)- Filiale .
  - Saint-Laurent (réalisation du Fuselage Avant et du Fuselage Arrière de l'A220 et réalisation de trois Work Packages A330) - Filiale.

Airbus Atlantic s’étend également dans 8 autres villes :
- À Hambourg (Allemagne) support aux lignes d’assemblage final d’Airbus ;
- À Bangkok (Thaïlande), Los Angeles, Miami (États-Unis) et aux Émirats arabes unis dans ses bureaux commerciaux ;
- Aux Émirats arabes unis (EAU), Singapour, Pékin (Chine) et Miami (Floride, États-Unis) pour le support aux compagnies aériennes, sur des contrats à long terme.